# Salif
Salif Wonka, dit Salif, est un rappeur, compositeur et réalisateur français d’origine franco-malienne, né en 1982 dans la cité du Pont de Sèvres à Boulogne-Billancourt.
En 1995, il fonde le groupe Nysay avec un ami d'enfance, EXS, également issu de la cité du Pont de Sèvres. Il publie en 2001 son premier album solo, Tous ensemble chacun pour soi, suivi de Boulogne Boy (2007), Prolongations (2008), Curriculum vital (2009) et Qui m'aime me suive (2010).
Le succès de Salif se manifeste notamment par ses collaborations avec des piliers de cette musique comme Akhenaton du groupe IAM, Lino du groupe Ärsenik, Sinik, Kool Shen du groupe Suprême NTM ou des participations à des compilations (comme avec DJ Goldfingers pour Les yeux dans la banlieue, Hostile 2006, IV My People Mission, Indipendenza), il n'est que de lire la liste de ses apparitions ci-dessous pour en prendre la mesure.

## Biographie

### Années 1990
D'origine malienne par son père et Martiniquaise par sa mère, Salif est issu de la cité du Pont de Sèvres, à Boulogne-Billancourt dans les Hauts-de-Seine. Il commence sa carrière artistique dans le rap en 1995 au sein du groupe Nysay qu'il forme avec le rappeur EXS. Bien qu'âgés de seulement 13 ans, ils sont remarqués par le rappeur Zoxea et le collectif Beat De Boul, pionniers d'une nouvelle vague de rap en France : « C’était des mecs avec qui je traînais, on allait en concert ensemble, ça se faisait naturellement. On savait qui rappait ici et là dans Boulogne. Par exemple quand Salif et EXs sont venus nous voir, on les connaissait déjà, on savait qu’ils étaient sérieux », explique Zoxea. Pris en charge par le groupe Lunatic, Nysay intègre l'équipe C 2 la balle en 1997 aux côtés de L'Skadrille, Bams et Ziko de La Brigade. Le groupe participe à de nombreuses mixtapes (Opération coup de poing, Dontcha Flex 3, Néochrome, DJ Poska, Cut Killer, etc.) et compilations (L'Invincible Armada ou Beat De Boul dans la Ville, entre autres) et apparaît également sur plusieurs albums comme ceux de Bams ou L'Skadrille.
Salif se met alors en quête d'un label musical. A l'occasion de la tournée de Zoxea en 1999, il rencontre Kool Shen (du Suprême NTM) qui lui propose d'intégrer son collectif IV My People (composé notamment de Busta Flex, Lord Kossity et Zoxea). Salif signe alors le titre Eenie Meenie Miny Mo au côté de Lord Kossity, ce qui lui permet de faire ses preuves au sein du groupe. L'album de IV My People, intitulé Certifié conforme, sort l'année suivante (2000) ; il se vend à 100 000 exemplaires, certifié disque d'or.

### Années 2000 et 2010
Salif enchaîne en sortant l'album Tous ensemble, chacun pour soi en 2001. À dix-neuf ans, il y apparait tantôt déchiré, tantôt mélancolique. Tous ensemble, chacun pour soi se vend à plus de 50 000 exemplaires, lui permettant de faire une tournée qui passe par des salles renommées comme le Zénith de Paris ou le Dôme de Marseille, ainsi qu'une étape au Canada.
Il fait ensuite des apparitions dans divers projets comme IV My People Zone, Streetly Street ou Panam All Star tout en préparant avec son compère EXS le premier album de leur groupe Nysay. Intitulé Starting Blocks, le premier missile balistique expédié par Nysay explose en 2004. En 2006, ils publient sur le label Neochrome un nouvel opus : le double album Au pied du mur. De son côté, Salif donne naissance à la chanson Caillera à la muerte qui semble annoncer une carrière musicale plus « solo ».
En avril 2007, Salif offre à son public un « album avant l'album » : Boulogne Boy. Le 25 février 2008, le Black Skin publie Prolongations. Ce dernier projet annonce son nouvel album solo, Curriculum Vital, qui sort en septembre 2009. Classé 9e dans les classements français, le deuxième album solo de Salif assied sa stature dans le paysage musical français.
Moins d'un an après, le 21 juin 2010, l'artiste publie l'album Qui m'aime me suive où il explore de nouveaux horizons musicaux. Les huit premières pistes s'inscrivent dans la lignée d'un rap de rue propre depuis longtemps à Salif ; les sept titres suivants (pistes 9 à 16) explorent de nouvelles sonorités, créant un rap plus « musical ». Le dernier morceau de ce projet – L'Homme libre – que Salif considère lui-même comme son morceau préféré de Qui m'aime me suive, dans une interview donnée au site Dailymotion[réf. nécessaire], amène à supposer l'orientation musicale du prochain album, dont L'Homme libre sera vraisemblablement le premier titre.
À la suite de ce projet, il se fait discret et disparaît médiatiquement, sans annoncer officiellement sa retraite. Entre 2006 et 2010, Salif a publié huit albums : le double album Au pied du mur (2006) et Sisi La Famille (2008) avec EXS ; Boulogne Boy (2007) ; le double album Prolongations (2008) ; Curriculum Vital (2009) ; Qui m'aime me suive (2010).

## Discographie

### Albums de Nysay
- 2003 : Starting Blocks (mixtape Nysay)
- 2005 : L'asphaltape (street CD Nysay)
- 2006 : Au pied du mur (album Nysay)
- 2008 : Si si la famille (album Nysay)

### Albums avec le collectif IV My People
- 1999 : IV My People (maxi IV My People)
- 2000 : Certifié conforme (EP IV My People)
- 2001 : Streetly Street Vol.1 (street CD IV My People)
- 2002 : IV My People zone (album IV My People)
- 2003 : Streetly Street Vol.2 (street CD IV My People)
- 2004 : Streetly Street Vol.3 (street CD IV My People)
- 2005 : IV My People Mission (album IV My People)

### Apparitions diverses
- 1996 : Nysay - C’est encore Boulogne (sur la mixtape Dontcha Flex 3)
- 1997 : Nysay - En silence (sur le maxi de L'Skadrille, Mack 01)
- 1997 : Nysay - Ça sent l'shit (sur la mixtape La haine au cœur)
- 1997 : Nysay - Cette vie-là (sur la mixtape Opération coup de poing)
- 1998 : Nysay - Freestyle (sur la compilation Neochrome Vol.1)
- 2000 : Nysay - C'est la guerre (sur l'album du Beat de Boul, Dans la ville)
- 2000 : Nysay - Dans ce monde (sur la compile 92100 % Hip Hop)
- 2002 : Sages Poètes De La Rue feat. Nysay & Kool Shen - Thugs (sur l'album des Sages Po', Après l'orage)
- 2003 : Sniper feat. Haroun, Manokid Mesa, L'Skadrille, Sinik & Diam's, Salif & Zoxea, Tandem, 113 - Panam All Stars (sur l'album de Sniper, Gravé dans la roche)
- 2004 : Zoxea feat. Nysay - Rien de neuf (sur l'album de Zoxea, Dans la lumière)
- 2004 : Nysay feat. H10 Streekt - Mon style (sur la mixtape 92100% Hip Hop Vol.4)
- 2005 : Nysay - La rue te tue (sur la compilation Ma conscience)
- 2005 : Nysay feat. Kool Shen, Sinik, Tunisiano, Zoxea & Iron Sy - Ma conscience (sur la compilation Ma conscience)
- 2005 : Samat feat. Salif, Alibi Montana, Larsen, Acid & K.ommando Toxic - Une balle dans la jambe (sur le street-album de Samat, Samat feat. hip-hop de rue)
- 2005 : Samat feat. Salif - Le son des youvois (sur le street-album de Samat, Samat feat. hip-hop de rue)
- 2005 : Nysay - Freestyle (sur la compilation Neochrome Vol.2)
- 2006 : Nysay - Le ghetto brûle (sur la compilation Narcobeat 1: équipé Sport)
- 2006 : Salif feat. Princess Anies & K'Reen - IV My People (sur la compilation Independenza labels)
- 2006 : Nysay - Où sont les vrais (sur la compilation Panam All Stars)
- 2006 : Nysay - Une vie qui sert à rien (sur la compilation Les Chroniques de l'asphalte)
- 2006 : Salif - Fais c'que t'as à faire (sur la compilation Hostile 2006)
- 2006 : Nysay - On vit l'époque (sur la compilation Insurrection)
- 2006 : Amara feat. Salif - Quartier sous pression (sur l'album d'Amara, Portrait craché)
- 2006 : Salif feat. Wedja - Le même brute (sur la mixtape Crise des banlieues)
- 2006 : Nysay - Que du mytho (sur la compilation Talents fâches 3)
- 2006 : Dany Boss feat. Salif & Scred Connexion - Le sens des affaires (sur le street-album de Dany Boss, Street Life)
- 2006 : Salif feat. Fofo 44 - Bleu blanc rouge (sur la compilation Les yeux dans la banlieue)
- 2006 : Samat feat. Salif - Bienvenue dans ma rue Remix (sur l'album de Samat, Juste milieu)
- 2006 : LIM feat. Nysay - 92 (sur la mixtape Triple violences urbaines)
- 2006 : Fatal Lyrics feat. Salif, Alibi Montana et Kobra - Sur un coup de tête (sur l'album de Fatal Lyrics, Le choix des armes)
- 2006 : Nysay feat. SMS Click - On débarque (sur la mixtape Poésie urbaine Vol.2)
- 2006 : Salif Feat Dany Boss & Scred Connexion - Le sens des affaires (sur la mixtape Poésie urbaine Vol.2)
- 2007 : Nysay feat. Supalex - La rue (sur la compilation Ghetto truand & associés)
- 2007 : Salif feat. LMC Click & Fofo 44 - Pop ce négro (sur la compilation Représente ta rue Vol.2)
- 2007 : Salif feat. Jacky Brown - Le débat (sur la compilation Écoute la rue Marianne)
- 2007 : Salif feat. Princess Aniès - Doucement (sur la compilation Get on the floor)
- 2007 : Dabaaz feat. Salif - Tu veux la guerre (sur l'album de Dabaaz, Moi ma gueule et ma propre personne)
- 2007 : Futur Proche feat. Salif - Rap Jacking (sur l'album de Futur Proche, Tristesse personnelle)
- 2007 : Salif feat. K'One & Futur Proche - Rap Jacking (sur la compilation Crise des banlieues 2)
- 2007 : Salif feat. Rim'K - 94 92 (sur la compile Premier combat Vol.1)
- 2007 : Aketo feat. Salif & Soprano - Réveillons-nous (sur le street-album d'Aketo, Cracheur de venin)
- 2007 : Heckel et Geckel feat. Salif, Diam's, Mac Tyer, Ben J, Dosseh, Smoker, Kery James, Toma etc. - On ne sait pas abandonner
- 2007 : Exs feat. Salif - 10 ans plus tard (sur le street-album d'Exs, 10 ans plus tard)
- 2008 : Salif feat. Isma - La rue m'a dit (sur la compilation Code Urb1)
- 2008 : Asso feat. Salif - On n'y croit pas (sur le street-album d'Asso, En attendant l'album)
- 2008 : Al K-Pote feat. Salif - Le Rap c'est un peep show (sur l'album d'Al'K'Pote, L'empereur)
- 2008 : Meiday feat. Salif, Lino et Senci - Nos ruelles (sur l'album homonyme de Meiday)
- 2008 : Alpha 5.20 feat. Salif & La Comera - Gunz poppin (sur la mixtape Rakailles 4 Ghetto Cac 40)
- 2008 : Zehef feat. Salif - Dis leur pourquoi (sur la mixtape L'élite du Rap français)
- 2008 : R D'élite feat. Salif - Jeux dangereux (sur l'album d'R D'élite, Instruments de torture)
- 2008 : Poison feat. Salif, Al K-Pote, Escobar Macson, Alpha 5.20 & Ritmo de la Noche - Mec de tess Remix
- 2008 : Seth Gueko feat. Salif, Despo Rutti, Lino & Medine - Le fils de Jack Mess Remix (sur la mixtape de Seth Gueko, Le fils de Jack Mess)
- 2008 : Unité 2 Feu feat. Salif, Poison, Escobar, Ritmo & Alpha 5.20 - Mec de tess Remix (sur la mixtape de l'U2F, La ténébreuse mixtape)
- 2008 : Al'K'Pote feat. Salif - Peep Show (sur la compilation Rap de banlieusard 3)
- 2009 : Salif - Il suffit (sur la compilation Les yeux dans la banlieue Vol.2)
- 2009 : TLF feat. Salif & Nessbeal - Survivant du bitume (sur la compilation Talents fâchés 4)
- 2009 : Salif feat. Smoker & Scalo - Association de Malfaiteurs (sur la compilation du même nom)
- 2009 : Salif - Illégal et sans respect (sur la compilation Punchline Street Beat Show)
- 2009 : Salif feat. Alibi Montana - C'est pour
- 2009 : Kool Shen feat. Salif - C'est bouillant (sur l'album de Kool Shen, Crise de conscience)
- 2010 : Segnor Alonzo feat. Salif - Dramatik Music sur l'album d'Alonzo, Les temps modernes)
- 2010 : Salif feat. Shone & Six Coups MC - Y a koi ? (sur la compilation Street Lourd 2 Hall Star)
- 2011 : Dostan Malicia MC feat. Salif - Pourquoi tu joues les chauds (sur le street-album de MTK Soldiers, La Krashtape)
- 2011 : Médine Feat Salif, Tunisiano, Ol Kainry, La Fouine, Rim'K & Keny Arkana - Téléphone arabe (sur la compilation Table d'écoute 2)
- 2012 : Mac Tyer feat. Médine, Dixon, Mac Kregor, Le Rat Luciano, Ol' Kainry, Salif, Rim'K sur Marche comme un soldat (sur l'album de Mac Tyer, Untouchable, Sixela 176)
- 2013 : Chris Taylor - High (feat. Salif & Exs (Nysay) / Beatz By Gabz Aurelien a.k.a Flappy Bird)

## Classements
| Date              | Titre                          | Meilleure position | Nombre de semaines |
| ----------------- | ------------------------------ | ------------------ | ------------------ |
| 27 février 2001   | Tous Ensemble, Chacun Pour Soi | no 2               | 7 semaines         |
| 5 mai 2007        | Boulogne Boy                   | no 5               | 5 semaines         |
| 25 février 2008   | Prolongations                  | no 7               | 10 semaines        |
| 28 septembre 2009 | Curriculum Vital               | no 9               | 1 semaine          |
| 6 juillet 2010    | Qui m'aime me suive            | no 22              | 1 semaine          |